# 巴斯利特爾鎮區 (阿肯色州錫巴斯琴縣)
巴斯利特爾鎮區（英語：Bass Little Township）是位於美國阿肯色州錫巴斯琴縣的一個行政鎮區。

## 地方資料
巴斯利特爾鎮區的面積為36.82平方千米，當中陸地面積為36.30平方千米，而水域面積為0.52平方千米。根據2010年美國人口普查的數據，當地共有人口2285人，而人口密度為每平方千米62.06人。